# 孔郭惠清
孔郭惠清，SBS（1953年10月—），香港公務員，官至首長級甲級政務官，退休前爲食物及衞生局常任秘書長（食物）。

## 履歷
孔郭惠清在1976年11月加入香港政府政務職系，在1997年1月1日晉升為首長級乙一級政務官，後在2004年4月晉升為首長級甲級政務官。在政府服務期間，孔曾在社會福利署、金融科、新界民政署、民政署、銓敍科、工業署、政務總署、財政科、新機場工程統籌署等部門服務。她在1992年9月出任副政務司（由1997年7月1日起改稱為民政事務局副局長），1998年1月，孔調任工務局副局長（計劃及資源）。在2001年4月，她出任環境食物局副局長（實行主要官員問責制後，改稱衞生福利及食物局副秘書長），期間曾參與統籌清潔香港運動。她在任内曾署任局長職務，在立法會代表局方回應議員就H5N1禽流感事件所提出的議案。
2002年9月2日，孔出任政府物料供應處處長。該處在2003年7月日與政府車輛管理處、政府印務局合併成政府物流服務署後，孔獲留任至新成立的政府物流服務署，繼續擔任部門首長。2006年1月3日，孔接替晉升爲房屋及規劃地政局常任秘書長的陳鎮源，出任漁農自然護理署署長，任内代表特區政府與荷蘭王國簽署有關奧運及殘疾人奧運會馬術比賽馬匹進口安排協定。
因應政府架構重組，孔在2007年7月1日出任食物及衞生局常任秘書長(食物)，期間曾領導防蚊患督導委員會，指揮政府各部門採取滅蚊措施。
2009年，孔郭惠清申請在翌年提早退休，並在2010年4月1日正式卸任，由黎陳芷娟接替。同年以服務政府34年而獲頒授銀紫荊星章。